# Chionodraco rastrospinosus
Chionodraco rastrospinosus är en fiskart som beskrevs av Dewitt och Hureau, 1979. Chionodraco rastrospinosus ingår i släktet Chionodraco och familjen Channichthyidae. Inga underarter finns listade i Catalogue of Life.